# Летр-суз-Аманс
Лаи́тр-суз-Ама́нс (фр. Laître-sous-Amance) — коммуна во французском департаменте Мёрт и Мозель, региона Лотарингия. Относится к  кантону Мальзевиль.

## География
Лаитр-суз-Аманс расположен на северо-востоке Франции в 9 км к северо-востоку от Нанси.					

## Демография
Население коммуны на 2010 год составляло 363 человека.
| 1962 | 1968 | 1975 | 1982 | 1990 | 1999 | 2010 |
| ---- | ---- | ---- | ---- | ---- | ---- | ---- |
| 210  | 227  | 252  | 332  | 370  | 389  | 363  |